# Carpenter-Syndrom
Das Carpenter-Syndrom ist eine sehr seltene angeborene Erkrankung mit den Hauptmerkmalen:
- Asymmetrische Schädeldeformität infolge vorzeitiger Nahtsynostose
- Syndaktylie und Polydaktylie
- Adipositas
- Kryptorchismus und Hypogenitalismus

Es zählt zu den Kraniofazialen Fehlbildungen.
Die Erkrankung ist nach dem Erstbeschreiber aus dem Jahre 1909, dem britischen Pädiater George Carpenter benannt.
Synonyme sind ACPS II; Akrozephalopolysyndaktylie Typ 2.
Die Erkrankung ist nicht zu verwechseln mit dem Cole-Carpenter-Syndrom (Knochenfragilität – Kraniosynostose – Proptosis – Hydrozephalus).

## Vorkommen
Die Vererbung erfolgt autosomal-rezessiv, die Häufigkeit liegt bei unter 1 zu 1 Million. Bislang wurde über mehr als 70 Betroffene berichtet.

## Ursache
Je nach zugrunde liegender Mutation können folgende Typen unterschieden werden:
- Typ 1 mit Mutationen (Missense-mutation, Loss-of-Function-Mutation)

im RAB23-Gen auf Chromosom 6 Genort p12.1-p11.2
- Typ 2 im MEGF8-Gen auf Chromosom 19 an q13.2[6]

## Klinische Erscheinungen
- Turmschädel mit Kraniosynostose und eventueller Schwerhörigkeit oder Hydrozephalus
- gestörte Zahnbildung mit kurzen, kleinen, auseinander stehenden Milchzähnen
- überzählige Finger oder Zehen oder Syndaktylien, auch Brachydaktylie, breite Daumen mit fehlendem Mittelphalanx
- Makrosomie, rumpfbetonte Adipositas, mit Kleinwuchs
- Nabelhernie
- Behinderung der Sprachentwicklung
- in 60–75 % Intelligenzminderung[7]
- Herzfehler (bei einem Drittel)
- im männlichen Geschlecht Hypogonadismus und Kryptorchismus

Hinzu kommen Gesichtsauffälligkeiten wie breite Wangenknochen, flache Nasenwurzel, tiefer Ohransatz, hoher schmaler Gaumen, Hypoplasie von Ober- oder Unterkiefer sowie verzögerte Zahnentwicklung.

## Differentialdiagnose
Abzugrenzen sind:
- Greig-Syndrom
- Gorlin-Goltz-Syndrom
- Apert-Syndrom